# Сент-Этьен-де-Тине (кантон)
Сент-Этье́н-де-Тине́ (фр. Saint-Étienne-de-Tinée) — упразднённый кантон во Франции, в регионе Прованс — Альпы — Лазурный Берег, департамент Приморские Альпы. Входил в состав округа Ницца. Код INSEE кантона — 0622.
До марта 2015 года в состав кантона Сент-Этьен-де-Тине входило 3 коммуны, административный центр располагался в коммуне Сент-Этьен-де-Тине.

## Состав кантона
| Коммуна                | Население, чел. (1999) | Почтовый индекс | Код INSEE |
| ---------------------- | ---------------------- | --------------- | --------- |
| Изола                  | 526                    | 06420           | 06073     |
| Сен-Дальмас-ле-Сельваж | 123                    | 06660           | 06119     |
| Сент-Этьен-де-Тине     | 1528                   | 06660           | 06120     |

## Население
Население кантона на 2007 год составляло 2 082 человека.
| 1962 | 1968 | 1975 | 1982 | 1990 | 1999  | 2006 | 2007  | 2008 |
| ---- | ---- | ---- | ---- | ---- | ----- | ---- | ----- | ---- |
| —    | —    | —    | —    | —    | 2 177 | —    | 2 082 | —    |

По закону от 17 мая 2013 и декрету от 24 февраля 2014 года количество кантонов в департаменте Приморские Альпы уменьшилось с 52-х до 27-ми. Новое территориальное деление департаментов на кантоны вступило в силу во время выборов 2015 года. После реформы кантон был упразднён. Коммуны переданы в состав вновь созданного кантона Туррет-Леванс (округ Ницца).